# Provincia Nazca
Provincia Nazca este una din cele cinci provincii peruane care formează regiunea Ica.
Ea este limitată :
- la nord, de provinciile Ica și Palpa
- la est, de regiunea Ayacucho
- la sud, de regiunea Arequipa
- la vest, de Oceanul Pacific.